# 切列穆什納
49°51′39″N 35°46′14″E / 49.86083°N 35.77056°E

切雷穆什納（烏克蘭語：Черемушна）是位於烏克蘭東部的村莊，由哈爾科夫州博霍杜希夫區的瓦爾基市鎮負責管轄。該村始建於1700年，面積25.32平方公里，海拔高度192米，2000年人口628，人口密度每平方公里24.8人。